# Henri-Claude Oyima
Henri-Claude Oyima, né le 4 décembre 1956 à Franceville au Gabon, est un homme d’affaires, président-directeur général de BGFI Holding Corporation SA, président de la Fédération des Entreprises du Gabon, et président du conseil d’administration de la Bourse des valeurs mobilières de l'Afrique centrale (BVMAC).
Depuis le 5 mai 2025, il est ministre d'Etat de l'Économie, des Finances, des Participations, de la Dette en charge de la lutte contre la vie chère, dans le gouvernement du Président Brice Clotaire Oligui Nguema. Poste qu'il occupe en cumulant celui de PDG de BGFI Holding Corporation SA.

## Biographie

### Études
Il étudie à Université de Washington, où il obtient un bachelor en sciences d’administration et un master en banque.

### Activités de banquier et d'investisseur
Henri-Claude Oyima commence sa carrière à la Citibank de New York où il ne reste qu’un an. En 1982, il rejoint la filiale gabonaise de la banque américaine. En 1983, il entre à la banque Paribas Gabon où il est nommé directeur général adjoint. En juin 1985, il est nommé directeur général puis, en mai 1986, administrateur-directeur général. Il organise alors la reprise de l’établissement dont la maison-mère a décidé de se retirer du marché local. La banque est rebaptisée Banque gabonaise et française internationale (BGFIBank) en 1996.
En 2007, il crée BGFI International à Paris qui devient l'aile européenne de cette banque à la fois commerciale, d'investissement, de services financiers divers et d'assurance. En 2015, il franchit un nouveau pas en décrochant l'extension de l'agrément de BGFI International -aujourd'hui désignée BGFIBank Europe, permettant à celle-ci d'étendre son activité sur toute l'Afrique en matière de correspondance bancaire et lui conférant une autonomie complète pour les opérations de collecte de dépôts auprès d'une clientèle d'entreprises.
Début 2023, BGFI compte 2 600 collaborateurs.

### Présidence du patronat gabonais
Henri-Claude Oyima préside la Confédération patronale gabonaise de 2003 à décembre 2013.
En août 2022, Henri Claude Oyima, devient à nouveau président de la Confédération patronale gabonaise en remplacement de Alain Ba Oumar dont l'autorité était contestée par ses pairs,. Il change le nom de l'organisme en Fédération des Entreprises du Gabon, redéfinit l'objectif de l'organisme, et soumet des propositions au président Ali Bongo, concernant notamment le paiement par l'Etat des dettes qu'il a vis-à-vis des entreprises et la possibilité d'arbitrer en interne les litiges entre entreprises,,,,. Il exprime clairement la nécessité d'avoir une unique organisation représentative du patronat au Gabon.

### Autres activités
Il a présidé l’Association professionnelle des établissements de crédit du Gabon (APEC-Gabon), le Club des dirigeants des banques et établissements de crédit d’Afrique, et le conseil d’administration du groupe d’assurances Ogar à une époque (2015-2016) où c'était le premier assureur d'Afrique centrale,.
Il préside la Bourse des valeurs mobilières (BVMAC), issue de la fusion des places de marché de Libreville et de Douala.
Bien qu'il n'ait aucune activité politicienne, son nom est évoqué pour succéder au président Ali Bongo, après l’AVC de celui-ci, en octobre 2018.

### Ministre d'État
Début mai 2025, il intègre le gouvernement gabonais comme ministre d’État en charge de l’Économie et des Finances, de la Dette et des Participations, ainsi que de la Lutte contre la vie chère.